# Darío Arenas
Darío Arenas (Punta Alta, Buenos Aires, 8 de abril de 1970) es un exjugador de básquetbol argentino. Con 1,86 metros de altura, actuaba en la posición de base. Desde 1988 hasta 2003 jugó 579 partidos en la Liga Nacional de Básquet de Argentina con ocho camisetas distintas, migrando luego a Europa donde registraría fugaces pasos por el Crabs Rimini de la Legadue de Italia y el Círculo Badajoz de la LEB-2 de España. Regresó a la LNB fichado por Belgrano de San Nicolás, pero las lesiones lo obligaron a retirarse luego de jugar tres partidos. Se instaló luego en Tandil, donde actuaría en torneos regionales de tercera y cuarta división como jugador, entrenador y entrenador-jugador de Unión y Progreso y de Independiente.

## Trayectoria

### Clubes
| Club                                     | País      | Año         |
| ---------------------------------------- | --------- | ----------- |
| Estudiantes de Bahía Blanca              | Argentina | 1988 - 1993 |
| Deportivo Roca                           | Argentina | 1993 - 1994 |
| Pico Football Club                       | Argentina | 1994 - 1995 |
| Gimnasia y Esgrima de Comodoro Rivadavia | Argentina | 1995 - 1996 |
| Estudiantes de Bahía Blanca              | Argentina | 1996 - 1997 |
| Olimpia Venado Tuerto                    | Argentina | 1997 - 1999 |
| Boca Juniors                             | Argentina | 1999 - 2000 |
| Estudiantes de Bahía Blanca              | Argentina | 2000 - 2001 |
| Independiente de General Pico            | Argentina | 2001 - 2002 |
| Regatas de San Nicolás                   | Argentina | 2003        |
| Crabs Rimini                             | Italia    | 2003        |
| Círculo Badajoz                          | España    | 2004        |
| Belgrano de San Nicolás                  | Argentina | 2004        |
| Unión y Progreso                         | Argentina | 2007 - 2008 |
| Independiente de Tandil                  | Argentina | 2008 - 2009 |
| Unión y Progreso                         | Argentina | 2011        |